# ICAO空港コードの一覧/G
ICAOコードによる空港の一覧：A - B - C - D - E - F - G - H - I - J - K（KA - KG - KN） - L - M - N - O - P - Q - R - S - T - U - V - W - X - Y - Z
この一覧では次のような形式で列挙する。
- ICAOコード（IATAコード）– 空港名 – 空港の所在地

## GA - マリ共和国
カテゴリと一覧も参照
- GAAO - アンソンゴ空港（英語版） - アンソンゴ
- GABD - バンディアガラ空港（英語版） - バンディアガラ
- GABF - バフラベ空港（英語版） - バフラベ（英語版）
- GABG - ブグニ空港（英語版） - ブグニ
- GABR - ボウレム空港（英語版） - ボウレム（英語版）
- GABS (BKO) - バマコ・セヌー国際空港 - バマコ
- GADZ - ドゥエンツァ空港（英語版） - ドゥエンツァ
- GAGM (GUD) - ゴウンダム空港（英語版） - ゴウンダム（英語版）
- GAGO (GAQ) - ガオ国際空港（英語版） - ガオ
- GAKA (KNZ) - ケニエバ空港（英語版） - ケニエバ（英語版）
- GAKD (KYS) - カイ空港（英語版） - カイ
- GAKL - キダル空港（英語版） - キダル
- GAKN - コロカニ空港（英語版） - コロカニ（英語版）
- GAKO (KTX) - クーティアラ空港（英語版） - クーティアラ
- GAKT - キタ空港（英語版） - キタ
- GAMA - マルカラ空港（英語版） - マルカラ（英語版）
- GAMB (MZI)- モプティ空港 - モプティ
- GAMK - メナカ空港（英語版） - メナカ, メナカ圏
- GANF - ニアフンケ空港（英語版） - ニアフンケ（英語版）
- GANK (NRM) - ケイバネ空港（英語版） - ナラ
- GANR (NIX) - ニオロ空港（英語版） - ニオロ・デュ・サヘル
- GASK (KSS) - シカソ空港（英語版） - シカソ
- GATB (TOM) - トンブクトゥ空港 - トンブクトゥ
- GATS - テッサリト空港（英語版） - テッサリト（英語版）
- GAYE (EYL) - イェリマネ空港（英語版） - イェリマネ（英語版）

## GB - ガンビア
カテゴリと一覧も参照
- GBYD (BJL) - バンジュール国際空港 - バンジュール

## GC - カナリア諸島 (スペイン)
カテゴリと一覧も参照
- GCFV (FUE) - フエルテベントゥラ空港 - ラス・パルマス・デ・グラン・カナリア
- GCHI (VDE) - エル・イエロ空港（英語版） - サンタ・クルス・デ・テネリフェ
- GCLA (SPC) - ラ・パルマ空港（英語版） - サンタ・クルス・デ・テネリフェ
- GCLP (LPA) - グラン・カナリア空港 - ラス・パルマス・デ・グラン・カナリア
- GCGM (GMZ) - ラ・ゴメラ空港（英語版） - サンタ・クルス・デ・テネリフェ
- GCRR (ACE) - ランサローテ空港 - ラス・パルマス・デ・グラン・カナリア
- GCTS (TFS) - テネリフェ・スール空港 - サンタ・クルス・デ・テネリフェ
- GCXO (TFN) - テネリフェ・ノルテ空港 - サンタ・クルス・デ・テネリフェ

## GE - セウタ、メリリャ (スペイン)

### セウタ
- GECE (JCU) - セウタ・ヘリポート（英語版） - セウタ

### メリリャ
- GEML (MLN) - メリリャ空港 - メリリャ

## GF - シエラレオネ
カテゴリと一覧も参照
- GFBN (BTE) - シェルブロ国際空港（英語版） - シェルブロ島（英語版）
- GFBO (KBS) - ボー空港（英語版） - ボー
- GFGK (GBK) - グバンバトク空港（英語版） - グバンバトク
- GFHA (HGS) - ヘイスティングズ空港（英語版） - フリータウン
- GFKB (KBA) - カバラ空港（英語版） - カバラ（英語版）
- GFKE (KEN) - ケネマ空港（英語版） - ケネマ
- GFLL (FNA) - ルンギ国際空港 - フリータウン
- GFYE (WYE) - イェンゲマ空港（英語版） - イェンゲマ（英語版）

## GG - ギニアビサウ
カテゴリと一覧も参照
- GGBU (BQE) - ブバケ空港（英語版） - ブバケ
- GGOV (OXB) - オスヴァルド・ヴィエイラ国際空港 - ビサウ
- GGCF - Cufar Airport（英語版） - Cufar（英語版）

## GL - リベリア
カテゴリと一覧も参照
- GLBU (UCN) - ブキャナン空港（英語版） - ブキャナン
- GLCP (CPA) - ケープ・パルマス空港（英語版） - ハーパー
- GLGE (SNI) - グリーンビル/シノエ空港（英語版） - グリーンビル
- GLLB (   ) - ロムコ空港（英語版） - ブキャナン
- GLMR (MLW) - スプリッグス・ペイン空港（英語版） - モンロビア
- GLNA (NIA) - ニンバ空港（英語版） - ニンバ郡
- GLRB (ROB) - モンロビア・ロバーツ国際空港 - モンロビア
- GLST (SAZ) - サスタウン空港（英語版） - サスタウン（英語版）
- GLTN (THC) - チェン空港（英語版） - チェン（英語版）
- GLVA (VOI) - ボインジャマ空港（英語版） - ヴォインジャマ

## GM - モロッコ
カテゴリと一覧も参照
- GMAA       - Inezgane Airport（英語版） - アガディール, スース＝マサ＝ドラア地方
- GMAD (AGA) - アガディール・アル・マシーラ空港 - アガディール, スース＝マサ＝ドラア地方
- GMAT (TTA) - タンタン空港（英語版） - タンタン, ゲルミン＝エス・スマラ地方
- GMAZ       - Zagora Airport（英語版） - Zagora, Morocco（英語版）, スース＝マサ＝ドラア地方
- GMFA       - Ouezzane Airport（英語版） - ウェザーン, ガルブ＝チャラルダ＝ベニ・ハッセン地方
- GMFF (FEZ) - フェズ＝サイス空港 - フェズ, フェズ・ブルマーヌ地方
- GMFI       - Ifrane Airport（英語版） - Ifrane（英語版）, メクネス＝タフィラルト地方
- GMFK (ERH) - Moulay Ali Cherif Airport（英語版） - エルラシディア, メクネス＝タフィラルト地方
- GMFM (MEK) - Bassatine Air Base（英語版） - メクネス, メクネス＝タフィラルト地方
- GMFO (OUD) - Angads Airport（英語版） - ウジダ, オリアンタル地方
- GMFU       - Sefrou Airport（英語版） - フェズ, フェズ・ブルマーヌ地方
- GMFZ       - Taza Airport（英語版） - Taza（英語版）, タザ＝アル・ホセイマ＝タウナート地方
- GMMB       - Ben Slimane Airport（英語版） - Ben Slimane（英語版）, シャウイア＝ウアルディガ地方
- GMMC (CAS) - Anfa Airport（英語版） - カサブランカ, グラン・カサブランカ地方
- GMMD       - Beni Mellal Airport（英語版） - ベニ・メラル, タドラ＝アジラル地方
- GMME (RBA) - ラバト＝サレ空港 - ラバト / サレ, ラバト＝サレ＝ゼムール＝ザイール地方
- GMMF (SII) - Sidi Ifni Airport（英語版） - Sidi Ifni（英語版）, スース＝マサ＝ドラア地方
- GMMI (ESU) - Mogador Airport（英語版） - エッサウィラ, マラケシュ＝タンシフト＝アルハウズ地方
- GMMJ       - El Jadida Airport（英語版） - アル・ジャディーダ, ドゥカラ＝アブダ地方
- GMMN (CMN) - ムハンマド5世国際空港 - カサブランカ, グラン・カサブランカ地方
- GMMO       - Taroudant Airport（英語版） - Taroudant（英語版）, スース＝マサ＝ドラア地方
- GMMS (SFI) - Safi Airport（英語版） - サフィ, ドゥカラ＝アブダ地方
- GMMT       - Tet Mellil Airport - カサブランカ, グラン・カサブランカ地方
- GMMW (NDR) - Nador Airport（英語版） - ナドール, オリアンタル地方
- GMMX (RAK) - マラケシュ・メナラ空港 - マラケシュ, マラケシュ＝タンシフト＝アルハウズ地方
- GMMY (NNA) - Kenitra Air Base（英語版） - ケニトラ, ガルブ＝チャラルダ＝ベニ・ハッセン地方
- GMMZ (OZZ) - ワルザザート空港 - ワルザザート, スース＝マサ＝ドラア地方
- GMSL       - Sidi Slimane Air Base（英語版） - Sidi Slimane, Morocco（英語版）, ガルブ＝チャラルダ＝ベニ・ハッセン地方
- GMTA (AHU) - シャリーフ・アル＝イドリースィー空港 - アル・ホセイマ, タザ＝アル・ホセイマ＝タウナート地方
- GMTN (TTU) - サニア・ラメル空港 - テトゥアン, タンジェ＝テトゥアン地方
- GMTT (TNG) - イブン・バットゥータ国際空港 - タンジェ, タンジェ＝テトゥアン地方

## GO - セネガル
カテゴリと一覧も参照
- GOBD (DSS) - ブレーズ・ジャーニュ国際空港 - ダカール
- GOGG (ZIG) - ジガンショール空港（英語版） - ジガンショール
- GOGK (KDA) - コルダ・ノース空港（英語版） - コルダ
- GOGS (CSK) - キャップ・スキリング空港（英語版） - キャップ・スキリング（英語版）
- GOOK (KLC) - カオラック空港（英語版） - カオラック
- GOOY (DKR) - レオポール・セダール・サンゴール国際空港 - ダカール
- GOSM (MAX) - オウロ・ソーグイ空港（英語版） - マタム
- GOSP (POD) - ポドール空港（英語版） - ポドール（英語版）
- GOSR (RDT) - リシャル・トール空港（英語版） - リシャル・トール（英語版）
- GOSS (XLS) - サン＝ルイ空港（英語版） - サン＝ルイ
- GOTB (BXE) - バケル空港（英語版） - バケル（英語版）
- GOTK (KGG) - ケドゥグ空港（英語版） - ケドゥグ
- GOTS (SMY) - スモンティ空港（英語版） - スモンティ
- GOTT (TUD) - タンバクンダ空港（英語版） - タンバクンダ

## GQ - モーリタニア
カテゴリと一覧も参照
- GQNA (AEO) - アユン・エル・アトルス空港（英語版） - アイウン・エル・アトルス
- GQNB (OTL) - ブチリミト空港（英語版） - ブチリミト
- GQNC (THI) - ティシット空港（英語版） - ティシット
- GQND (TIY) - ティジクジャ空港（英語版） - ティジクジャ
- GQNE (BGH) - アベイ空港（英語版） - ボゲ
- GQNF (KFA) - キファ空港（英語版） - キファ
- GQNH (TMD) - ティンベドラ空港（英語版） - ティンベドラ
- GQNI (EMN) - ネマ空港（英語版） - ネマ
- GQNJ (AJJ) - アクジュージト空港（英語版） - アクジュージト
- GQNK (KED) - カエディ空港（英語版） - カエディ
- GQNL (MOM) - レトフォタル空港（英語版） - ムジェリア
- GQNM - ダハラ空港（英語版） - ティンベドラ
- GQNN (NKC) - ヌアクショット空港 - ヌアクショット
- GQNO (NKC) - ヌアクショット・オムタウンシー国際空港
- GQNS (SEY) - セリバビ空港（英語版） - セリバビ
- GQNT (THT) - タムチャケット空港（英語版） - タムチャケット（英語版）
- GQPA (ATR) - アタール国際空港（英語版） - アタール
- GQPF (FGD) - フデリック空港（英語版） - フデリック
- GQPP (NDB) - ヌアディブ国際空港（英語版） - ヌアディブ
- GQPT - ビル・モグレイン空港（英語版） - ビル・モグレイン
- GQPZ (OUZ) - タザディット空港（英語版） - ズエラット

## GS - 西サハラ
カテゴリと一覧も参照
以下の空港はGMで始まるコードも付与されている。
- GSAI (EUN) - ラユーン・ハサン1世空港 - アイウン (GMMLも参照)
- GSMA (SMW) - スマラ空港（英語版） - スマラ (GMMAも参照)
- GSVO (VIL) - ダフラ空港（英語版） - ダフラ (GMMHも参照)

## GU - ギニア
カテゴリと一覧も参照
- GUCY (CKY) - コナクリ国際空港 - コナクリ
- GUFA (FIG) - フリア空港（英語版） - フリア
- GUFH (FAA) - ファラナ空港（英語版） - ファラナ
- GUGO - グベンコ空港（英語版） - バナンコロ（英語版）
- GUKR - カワス空港（英語版） - ポート・カムサール
- GUKU (KSI) - キシドゥグ空港（英語版） - キシドゥグ
- GULB (LEK) - タタ空港（英語版） - ラベ
- GUMA (MCA) - マセンタ空港（英語版） - マセンタ
- GUNZ (NZE) - ンゼレコレ空港（英語版） - ンゼレコレ
- GUOK (BKJ) - ボケ・バラランデ空港（英語版） - ボケ
- GUSA - サンガレディ空港（英語版） - サンガレディ
- GUSB (SBI) - サンバリオ空港（英語版） - クンダラ（英語版）
- GUSI (GII) - シギリ空港（英語版） - シギリ
- GUXN (KNN) - カンカン空港（英語版） - カンカン

## GV - カーボベルデ
カテゴリと一覧も参照
- GVAC (SID) - アミルカル・カブラル国際空港 - サル島, エスパルゴス
- GVAN (NTO) - アゴスティニョ・ネト空港（英語版） - サント・アンタン島, ポンタ・ド・ソル
- GVBA (BVC) - アリスティデス・ペレイラ国際空港 - ボア・ヴィスタ島
- GVNP (RAI) - ネルソン・マンデラ国際空港 - サンティアゴ島, プライア
- GVMA (MMO) - マイオ空港（英語版） - マイオ島, ヴィーラ・ド・マイオ（英語版）
- GVMT (MTI) - モステイロス空港（英語版） - フォゴ島, モステイロス
- GVSF (SFL) - サン・フェリペ空港（英語版） - フォゴ島, サン・フェリペ（英語版）
- GVSN (SNE) - プレギカ空港（英語版） - サン・ニコラウ島, プレギカ
- GVSV (VXE) - セザリア・エヴォラ空港（英語版） - サン・ヴィセンテ島, サン・ペドロ